# Dżyrarrat (Szirak)
Dżrarrat – wieś w Armenii, w prowincji Szirak. W 2011 roku liczyła 1156 mieszkańców.